# Обичайните заподозрени
„Обичайните заподозрени“ (на английски: The Usual Suspects) е американско-германски филм от 1995 г. Режисиран е от Брайън Сингър, а сценарист е Кристофър Маккуори. Името на филма е взето от реплика от „Казабланка“ (1942) („Round up the usual suspects.“).

## Сюжет
Кинт Бъбривия (Спейси) е дребен мошеник, който разказва на агент Куян (Палминтери) заплетена история относно събития, водещи до масово избиване и голям пожар, които се случват на един кораб в Лос Анджелис. Историята на Кинт става още по-забъркана, когато той разкрива участието на Кайзер Созе – подземен бос, чиято безкомпромисност му е спечелила митичен статут.

## В ролите
| Актьор             | Роля                     |
| ------------------ | ------------------------ |
| Стивън Болдуин     | Майкъл Макманъс          |
| Гейбриъл Бърн      | Дийн Кийтън              |
| Бенисио дел Торо   | Фред Фенстър             |
| Кевин Полак        | Тод Хокни                |
| Кевин Спейси       | Роджър Кинт (Дърдоркото) |
| Чаз Палминтери     | Дейв Куян                |
| Пийт Посълуейт     | Кубаяши                  |
| Джанкарло Еспозито | Джек Баер, агент на ФБР  |

## Награди и номинации
„Обичайните заподозрени“ печели два „Оскара“: за най-добра поддържаща роля на Кевин Спейси и за най-добър сценарий Кристофър Маккуори.
Филмът е поставен от Американския филмов институт в някои категории:
- 100 години Американски филмов институт... 100 герои и злодеи – #48 Злодей - Роджър (Бъбривия) Кинт/Кайзър Созе (Кевин Спейси)
- АФИ 10-те топ 10 – #10 Мистерия

## Дублаж

### Диема+ (2003)
| Превод             | Даниела Славчева                                                          |
| Тонрежисьор        | Димитър Кръстев                                                           |
| Озвучаващи артисти | Силвия Русинова Борис Чернев Светозар Кокаланов Тодор Николов Васил Бинев |